# التعديل السابع عشر لدستور الولايات المتحدة
ينص التعديل السابع عشر لدستور الولايات المتحدة على الانتخاب المباشر لأعضاء مجلس الشيوخ في الولايات المتحدة في كل ولاية. يلغي التعديل الفقرتين الأولى والثانية من المادة الأولى من الدستور، اللتين ينتخب بموجبها أعضاء مجلس الشيوخ من قبل الهيئات التشريعية في الولايات. يغير التعديل أيضًا إجراءات ملء المقاعد الشاغرة في مجلس الشيوخ؛ إذ يعطي للمجالس التشريعية في الولايات الحق لحكامها بملء مناصب مؤقتة ريثما يصبح بالإمكان إجراء انتخابات خاصة (انتخابات تكميلية).
اقترح التعديل من قبل الكونغرس الأمريكي الثاني والستين سنة 1912 وأصبح جزءًا من الدستور في 8 أبريل 1913 بتصديق ثلاثة أرباع (36) من المجالس التشريعية في الولايات. لم يتأثر أعضاء مجلس الشيوخ القائمين على مناصبهم حينها بالتعديل إلى أن انتهت مدة ولايتهم. بدأ الانتقال بانتخابين خاصين في جورجيا وماريلاند، ثم على نحو أوسع مع انتخابات نوفمبر 1914، واكتمل في 4 مارس سنة 1919 عندما تولى أعضاء مجلس الشيوخ الذين اختيروا في انتخابات نوفمبر 1918 مناصبهم.

## النص
يتكون مجلس الشيوخ في الولايات المتحدة من عضوين في مجلس الشيوخ من كل ولاية ينتخبهما أهل الولاية لمدة ست سنوات؛ ويكون لكل عضو في مجلس الشيوخ صوت واحد. يجب على الناخبين في كل ولاية امتلاك المؤهلات المطلوبة من الناخبين في الفرع الأكبر عددًا من الهيئات التشريعية للولاية.
عند وجود أي مقعد شاغر في تمثيل أي من الولايات في مجلس الشيوخ، تصدر السلطة التنفيذية لتلك الولاية مراسيم الانتخاب لملء هذه الشواغر: ويشترط أن تخول السلطة التشريعية لأية ولاية سلطة قيادتها القيام بتعيينات مؤقتة إلى أن يملأ شعب الولاية الشواغر بالانتخاب على الوجه الذي تقرره السلطة التشريعية.
لا يجوز تفسير هذا التعديل على أنه يؤثر على انتخاب أو ولاية أي عضو في مجلس الشيوخ يتم اختياره قبل أن يصبح نافذًا كجزء من الدستور.

## خلفية

### البنية الأصلية
في الأصل، وبموجب الفقرتين الأولى والثانية من المادة الأولى من الفقرة 3 من الدستور، ينتخب كل مجلس تشريعي من مجالس الولايات أعضاء في مجلس الشيوخ لولاية مدتها ست سنوات. لكل ولاية، بصرف النظر عن حجمها، حق الحصول على عضوين في مجلس الشيوخ كجزء من اتفاق كونيكتيكت بين الولايات الصغيرة والكبيرة. تناقض هذا مع مجلس النواب، وهو الهيئة المنتخبة باستفتاء شعبي، والذي وصف بأنه قرار لا يثير الجدال؛ في ذلك الوقت، كان جيمس ويلسون المدافع الوحيد عن انتخاب مجلس الشيوخ على المستوى الشعبي، لكن اقتراحه لم ينجح. كانت هناك مزايا عديدة للطريقة الأصلية لانتخاب أعضاء مجلس الشيوخ. قبيل الدستور، لم تكن الهيئة الفيدرالية أكثر من كتلة تشكل فيها الولايات معاهدات دائمة، مع احتفاظ المواطنين بولائهم لولاياتهم الأصلية. إلا أن الدستور الجديد منح الحكومة الاتحادية (الفيدرالية) سلطة أكبر بكثير من ذي قبل. إن جعل المجالس التشريعية للولايات تنتخب أعضاء مجلس الشيوخ طمأن مناهضي الفيدرالية بأنه سيكون هناك بعض الحماية من ابتلاع الحكومة الفيدرالية للولايات وسلطاتها، فضلًا عن توفير مراقبة لسلطة الحكومة الفيدرالية.
فضلًا عن ذلك، فإن المهلات الأطول وتجنب الانتخابات الشعبية كانت سببًا في تحويل مجلس الشيوخ إلى هيئة قادرة على مواجهة شعبوية مجلس النواب. في حين أن الممثلين عملوا حسب دورة انتخابية مباشرة مدتها سنتان، مما يجعلهم في كثير من الأحيان مسؤولين أمام ناخبيهم، فإن أعضاء مجلس الشيوخ يمكنهم تحمل «نظرة أكثر تجردًا للقضايا التي تعرض على الكونغرس». احتفظت الهيئات التشريعية للولايات بالحق النظري في «توجيه» أعضاء مجلس الشيوخ إلى التصويت لصالح المقترحات أو ضدها، ما يمنح الولايات تمثيلًا مباشرًا وأيضًا غير مباشر في الحكومة الفدرالية. شكل مجلس الشيوخ جزءًا رسميًا من النظام ثنائي التمثيل، إذ كان أعضاء مجلسي الشيوخ والنواب مسؤولين عن دوائر انتخابية مختلفة تمامًا؛ ساعد ذلك على التغلب على مشكلة خضوع الحكومة الفدرالية «لمصالح خاصة». اعتبر أعضاء الاجتماعي الدستوري (اجتماع فيلادلفيا) مجلس الشيوخ موازيًا لمجلس اللوردات البريطاني بكونه «مجلسًا أعلى» يتضمن «رجالًا أفضل» في المجتمع، ولكن تم تحسينه لأنهم سيختارون بعناية من قبل المجالس العليا للهيئات التشريعية في الولايات لفترات محددة، وليس فقط موروثًا موروثا مدى الحياة كما في النظام البريطاني حيث يكون رهنًا بالتوسع التعسفي للملك. كان من المأمول أن توفر هذه القوانين تداولات أجدر للسلطات وأكثر استقرارًا من مجلس النواب نظرًا لوضع أعضاء مجلس الشيوخ.

### المشاكل
وفقًا للقاضي جاي بيبي من محكمة الاستئناف في الولايات المتحدة للدائرة التاسعة، فإن أولئك الذين يؤيدون إجراء استفتاءات شعبية لأعضاء مجلس الشيوخ يعتقدون بوجود مشكلتين سببتهما الأحكام الأصلية (البنية السابقة): الفساد التشريعي والمأزق الانتخابي (وصول العملية الانتخابية لطريق مسدود). كان هناك شعور بأن انتخابات مجلس الشيوخ «تشترى وتباع»، حيث يجري تبديل الأطراف مقابل الأفضليات وحفنات المال بدلًا من التركيز على كفاءة المرشح. بين عامي 1857 و1900، حقق مجلس الشيوخ في ثلاثة انتخابات بسبب الفساد. في عام 1900 مثلًا، ألغي انتخاب ويليام كلارك بعد أن خلص مجلس الشيوخ إلى أنه اشترى أصواتًا في الهيئة التشريعية في مونتانا. لكن المحللين بي وتود زيويكي يعتقدون أن تلك القصة لا أساس لها من الصحة أبدًا؛ إذ كان هناك «شح في التفاصيل» حول الموضوع. في أكثر من قرن من الانتخابات التشريعية لأعضاء مجلس الشيوخ الأمريكي، تم الطعن في عشر قضايا فقط بسبب ادعاءات بارتكاب مخالفات.
كانت المآزق الانتخابية قضية أخرى. إذ لأن المجالس التشريعية في الولايات كانت مكلفة باتخاذ القرار بشأن من ينبغي تعيينه عضوًا في مجلس الشيوخ، فإن النظام اعتمد على قدرتها على الموافقة. لم يكن بوسع بعض الولايات فعل ذلك، الأمر الذي أدى إلى تأخير إرسال أعضاء مجلس الشيوخ إلى الكونغرس؛ وفي حالات قليلة، أفضى ذلك إلى درجة كانت فيها الولايات تفتقر تمامًا إلى التمثيل في مجلس الشيوخ. بدأت المآزق الانتخابية تصبح قضية في الخمسينيات، حيث سمح المجلس التشريعي في إنديانا، الذي وصل إلى طريق مسدود (مأزق انتخابي)، بأن يظل مقعد مجلس الشيوخ شاغرًا لمدة سنتين. جاءت نقطة التحول في عام 1865 بانتخاب جون بي. ستوكتون من ولاية نيو جيرسي، وهو ما حدث بعد تغيير الهيئة التشريعية في نيوجيرسي قوانينها المتعلقة بتعيين النصاب، وانتخبت بذلك بناءً على تعددية الأصوات عوضًا عن الأغلبية المطلقة.
في عام 1886، عمل الكونغرس على إيجاد عملية من مرحلتين لانتخابات مجلس الشيوخ. في المرحلة الأولى، يجتمع كل مجلس من الهيئة التشريعية في الولاية بشكل منفصل للتصويت. في اليوم التالي تجتمع المجالس ضمن «جمعية مشتركة» لتقييم النتائج، وإذا صوتت الأغلبية في المجلسين لصالح الشخص نفسه، ينتخب. إذا لم يحدث ذلك، فإن الجمعية المشتركة سوف تصوت لصالح عضو في مجلس الشيوخ، حيث يحصل كل عضو على تصويت. إذا لم يحصل أي شخص على الأغلبية، كان مطلوبًا من الجمعية المشتركة الاستمرار في الانعقاد لأخذ صوت واحد على الأقل حتى انتخاب عضو في مجلس الشيوخ. مع ذلك، بين عامي 1891 و1905، تعثرت 46 انتخابات في 20 ولاية؛ في أحد الأمثلة المتطرفة، لم يشغل مقعد في مجلس الشيوخ في ديلاوير من عام 1899 حتى عام 1903. تسبب موضوع إجراء الانتخابات في زعزعة كبيرة في المجالس التشريعية بالولاية، حيث اختار ثلث أعضاء مجلس النواب في أوريغون عدم أداء اليمين في عام 1897 بسبب نزاع حول مقعد شاغر لمجلس الشيوخ. كانت النتيجة عجز الهيئة التشريعية في أوريغون عن سن التشريعات في ذلك العام.